# علي بن تميم
علي بن تميم (1973-) إعلامي وناقد أدبي إماراتي، أستاذ جامعي ومدير عام شركة أبو ظبي للإعلام من ديسمبر 2016 إلى 2019، وهو رئيس تحرير موقع 24 الإخباري.

## التعليم
- حصل على بكالوريوس في اللغة العربية والآداب من جامعة الإمارات.
- حصل على الماجستير في اللغة العربية والآداب من الجامعة الأردنية في 2001.
- نال درجة الدكتوراه في النقد الأدبي من جامعة اليرموك بالأردن في 2005.[2]

## نشاطه وأعماله
في 18 يونيو 2007، أسس تخصص المرأة والثقافة في جامعة الإمارات، ويعد أول التخصصات في دولة الإمارات والشرق الأوسط.
أسس بن تميم شبكة مرايا الثقافية، وهي من أوائل الشبكات التي تحاول أن تقدم للقارئ العربي مكتبة رقمية عن الأدب العربي، وأسس شبكة الذاكرة الثقافية، وشارك في العديد من المؤتمرات، والأمسيات الشعرية، والنقدية محلياً وعربياً، وكان عضواً محكماً في كثير من لجان الشعر في مؤسسات ثقافية عدة بدولة الإمارات العربية المتحدة.

### مسابقة أمير الشعراء
شارك بن تميم كعضو أساسي في لجنة تحكيم مسابقة أمير الشعراء الذي تُعدّه وتُنتجه لجنة إدارة المهرجانات والبرامج الثقافية والتراثية في أبوظبي، بمواسمها الستة بداية من عام 2007، وتعد المسابقة الأضخم في تاريخ الشعر العربي.
وفاز برنامج أمير الشعراء بجائزة العويس للإبداع للعام 2014 عن فئة أفضل برنامج ثقافي محلي تلفزيوني، كما سبق وأن حصل على أهم جائزتين عام 2009 في مجال العمل التلفزيوني على الصعيدين العربي والعالمي كأفضل برنامج مبدع في مهرجان «إيه آي بي» (A I B) البريطاني، وعلى الجائزة الذهبية لفئة البرامج الثقافية في مهرجان الخليج للإذاعة والتلفزيون 2016 بالعاصمة البحرينية المنامة.
في أكتوبر 2011، تم تعيين علي بن تميم، مستشاراً إعلامياً وثقافياً في مكتب نائب رئيس المجلس التنفيذي لإمارة أبوظبي.
في 30 نوفمبر 2011، أصدر رئيس هيئة أبو ظبي للثقافة والتراث، رئيس مجلس أمناء جائزة الشيخ زايد للكتاب، الشيخ سلطان بن طحنون آل نهيان، قراراً بتعيين الدكتور علي بن تميم أميناً عامّاً لجائزة الشيخ زايد للكتاب، وبتشكيل الهيئة العلمية لجائزة الشيخ زايد للكتاب، برئاسة الأمين العام للجائزة، شغل بن تميم منصب رئيس مجلس إدارة مركز جامع الشيخ زايد الكبير من عام 2008 إلى عام 2011.
في 06 أغسطس 2015، أصدر ولي عهد أبوظبي نائب القائد الأعلى للقوات المسلحة، الشيخ محمد بن زايد، قرار إعادة تشكيل مجلس إدارة هيئة أبوظبي للسياحة والثقافة، بعضوية الدكتور علي صالح علي محمد بن تميم.
في 22 مارس 2013، أصدر وزير الخارجية رئيس المجلس الوطني للإعلام، الشيخ عبد الله بن زايد آل نهيان، قراراً بتشكيل مجلس استشاري للمجلس الوطني للإعلام، يضم في عضويته عدداً من مسؤولي المؤسسات الإعلامية والأكاديميين، ومن ضمنهم الدكتور علي بن تميم.
في شهر رمضان عام 2018 قدّم الموسم الأول من برنامج (الثلاث الخطرة) على قناة أبو ظبي.

## موقع 24 الإخباري
في 6 فبراير 2013، أطلق رئيس مجلس إدارة 24 الإعلامية، رئيس التحرير علي بن تميم، موقع 24 الإخباري الإلكتروني في مبادرة إعلامية حديثة ومتطورة.
وفي 26 أبريل 2015، كرم الملتقى الإعلامي العربي الثاني عشر، موقع 24 الإخباري الإلكتروني، وحصل خلال الملتقى على جائزة الإبداع الإعلامي.
وفي 5 نوفمبر 2015، كرم نائب رئيس الإمارات رئيس مجلس الوزراء حاكم دبي، الشيخ محمد بن راشد آل مكتوم، 22 مؤسسة إعلامية محلية، ضمن فعاليات منتدى الإعلام الإماراتي في دورته الثالثة، ومن بينها موقع 24 الإخباري الإلكتروني، برئاسة تحرير الدكتور علي بن تميم.

## مشروع كلمة للترجمة
يشغل الدكتور علي بن تميم منصب مدير مشروع كلمة منذ إطلاقه في 25 نوفمبر 2007، من قبل هيئة أبو ظبي للثقافة والتراث، وهو مشروع يسعى إلى إحياء حركة الترجمة في العالم العربي، من خلال ترجمة ونشر وتوزيع مختارات واسعة من الكتب من عدة لغات عالمية في مجالات متنوعة وتقديمها للقارئ العربي في طبعة فائقة الجودة.
وفي 23 أكتوبر 2008، شارك مدير مشروع كلمة، الدكتور علي بن تميم في الندوة الدولية للترجمة بتونس، حيث حل مشروع كلمة كضيف شرف للندوة.
وفاز مشروع كلمة للترجمة بجائزة خادم الحرمين الشريفين الملك عبد الله بن عبد العزيز العالمية للترجمة في دورتها الخامسة في 12 فبرير 2012.

## شركة أبو ظبي للإعلام
في 07 ديسمبر 2016، أصدر ولي عهد أبو ظبي، نائب القائد الأعلى للقوات المسلحة، رئيس المجلس التنفيذي لإمارة أبو ظبي الشيخ محمد بن زايد آل نهيان، قراراً بتعيين الدكتور علي بن تميم، مديراً عاماً لشركة أبوظبي للإعلام.

## إصدارات
| الكتاب                                                                       | سنة النشر | ملاحظات                                 |
| ---------------------------------------------------------------------------- | --------- | --------------------------------------- |
| السرد والظاهرة الدرامية، دراسة في التجليات الدرامية للسرد العربي القديم      | 2003      |                                         |
| الإسلام وتاريخ العرب                                                         | 2010      |                                         |
| النقاد ونجيب محفوظ: الرواية من النوع السردي القاتل إلى جماليات العالم الثالث | 2008      | [ 4 ]                                   |
| بنت بن ظاهر: أبحاث في قصيدتها وسيرتها الشعبية                                | 2008      | بالاشتراك مع غسان الحسن وسلطان العميمي. |
| زايد بن سلطان آل نهيان: سيرة التحول و النهوض                                 | 2019      | بالاشتراك مع خليل الشيخ.                |
| كتاب الشعر على الشعر                                                         | 2021      | [ 5 ]                                   |

## وصلات خارجية
لقاءات إعلامية
- د.على بن تميم في مقابلة عن برنامج أمير الشعراء على سكاى نيوز
- إضاءات:. علي بن تميم
- الدكتور علي بن تميم ضيف نلتقي مع بروين حبيب
- في الموسيقى والتسامح وإعادة قراءة الموروث مع علي بن تميم في حديث العرب
- د. علي بن تميم يوضح في «حديث الخليج»
- كلمة دكتور علي بن تميم في حفل جائزة الشيخ زايد